# تپه عینک
تپه عینک در شهرستان قروه، بخش ییلاق، دهستان ییلاق جنوبی، روستای بلبلان آباد واقع شده و این اثر در تاریخ ۱۴ اسفند ۱۳۸۵ با شمارهٔ ثبت ۱۷۷۸۲ به‌عنوان یکی از آثار ملی ایران به ثبت رسیده است.